# Cargolet dels tepuis
El cargolet dels tepuis (Troglodytes rufulus) és un ocell de la família dels troglodítids (Troglodytidae).

## Hàbitat i distribució
Habita el sotabosc i sabanes dels tepuis, al sud-est de Veneçuela i nord del Brasil, a Roraima.